# Harry Rowohlt

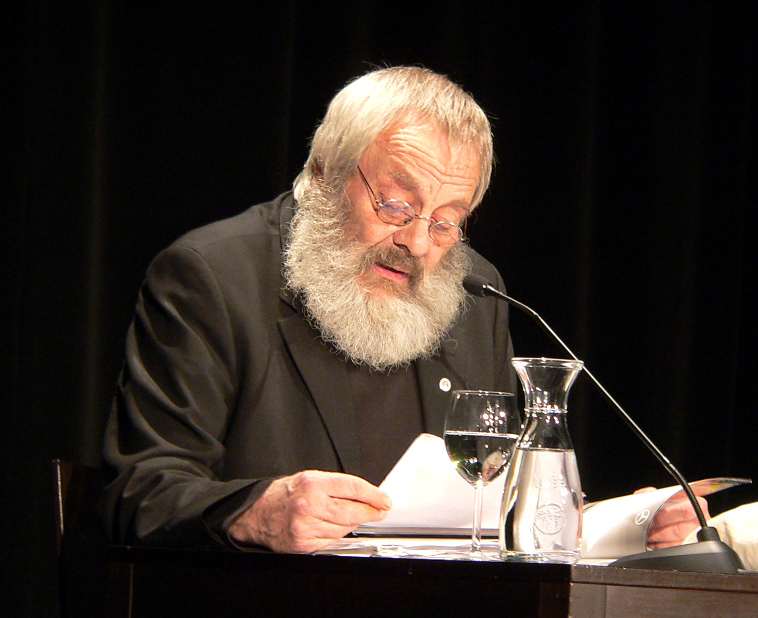
Harry Rowohlt bei einer Lesung, 2009

Harry Rowohlt (* 27. März 1945 in Hamburg als Harry Rupp; † 15. Juni 2015 ebenda) war ein deutscher Schriftsteller, Hörbuchsprecher, Kolumnist, Übersetzer, Rezitator und Schauspieler.

## Leben
Rowohlts Vater war der Verleger Ernst Rowohlt. Seine Mutter, die Schauspielerin Maria Pierenkämper, war bei seiner Geburt in dritter Ehe mit dem Maler Max Rupp verheiratet. Erst Mitte der 1950er Jahre ließ sie sich von Rupp scheiden und heiratete 1957 den über 20 Jahre älteren Ernst Rowohlt, der bereits 1960 starb.

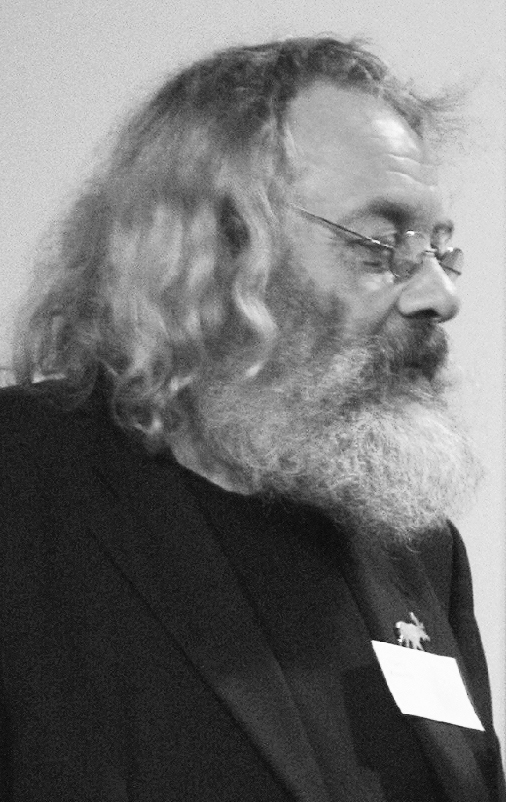
Harry Rowohlt, 2003

Harry Rowohlt wuchs an verschiedenen Orten auf, besuchte das Walddörfer-Gymnasium in Hamburg und machte dort sein Abitur. Anschließend absolvierte er eine Lehre als Verlagsbuchhändler beim Suhrkamp Verlag in Frankfurt am Main, wo er seine spätere Ehefrau Ulla auf einem Ball kennenlernte, und war anschließend Volontär im nunmehr von seinem Halbbruder Heinrich Maria Ledig-Rowohlt geleiteten Rowohlt Verlag und bei der New Yorker Grove Press. Nach seiner Rückkehr nach Deutschland arbeitete er zeitweise als Werbetexter in der Werbeagentur GGK. Ab 1971 war er freiberuflicher Übersetzer aus dem Englischen. Die erste Übersetzung war ein Kinderbuch von Alexander Sutherland Neill, das bis dahin als unübersetzbar galt; es erschien unter dem Titel Die grüne Wolke beim Rowohlt Verlag und erreichte auf Anhieb Platz eins der Spiegel-Bestseller-Liste. Daneben wurde er bekannt als Vorleser der von ihm übersetzten Werke, als Autor der Kolumne Pooh’s Corner in der Wochenzeitung Die Zeit und als Darsteller des Obdachlosen Harry in der Fernsehserie Lindenstraße. Zu hören war er außerdem als Sprecher des Bären in Wenzel Storchs Spielfilm Die Reise ins Glück.
Er erbte 49 Prozent des Verlags von seinem Vater, lehnte es aber ab, in das Verlagsgeschäft einzusteigen. 1982 verkauften die beiden Brüder schließlich das Unternehmen an die Verlagsgruppe Georg von Holtzbrinck. Anfragen zum Verlag wehrte er mit einem Formschreiben ab: „Ich habe drei Rundschreiben. Rundschreiben 1 lautet: Ich bin ja schon froh, dass ich nicht Kiepenheuer und Witsch heiße. Wenn Sie was vom Rowohlt-Verlag wollen, wenden Sie sich an den Rowohlt-Verlag und nicht an mich. Weitersagen!“ In den 1970er Jahren trat er wegen Willy Brandt in die SPD ein.
Rowohlts Kolumne Pooh’s Corner erschien bis 1998 in Abständen von drei bis zehn Wochen. Zwischen der ersten 1998er Corner (in der zweiten Kalenderwoche) und der zweiten lag über ein halbes Jahr. In den beiden folgenden Jahren kam je nur eine einzige Kolumne zu Stande, bis er schließlich, ohne weitere Erklärung, zunächst keine weiteren mehr schrieb. Ohne vorherige Ankündigung erschien in der Zeit Nr. 51/2005 vom 15. Dezember 2005 eine neue Pooh’s Corner, in der Rowohlt einleitend erklärte, er habe seine letzten Kolumnen mit wachsendem Unmut gelesen, weshalb er sie niemandem mehr zumuten mochte. Seitdem erschienen in loser Folge weitere von Rowohlts Corner-Beiträgen, der letzte im März 2013.

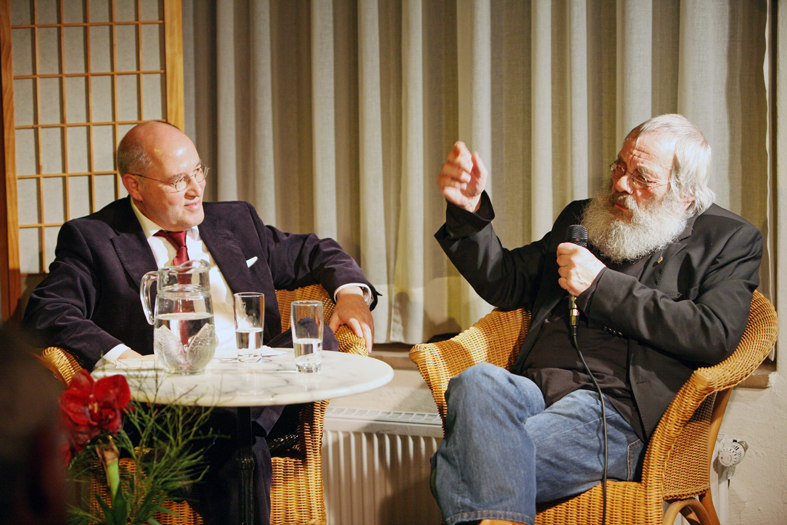
Gregor Gysi im Gespräch mit Harry Rowohlt, 2013

Rowohlt war außerdem für seine exzessiven Solo-Bühnenauftritte bekannt, die selten weniger als vier, manchmal sogar mehr als sechs Stunden dauerten. Er unterbrach die Lesungen häufig mit Kommentaren zu den Texten, abschweifenden Bemerkungen, Anekdoten, autobiografischen Erzählungen, Dialogen mit dem Publikum und vielem mehr, sodass die gelesenen Texte eher im Hintergrund standen. Die solcherart aufgelockerten Veranstaltungen nannte er lange Zeit „Schausaufen mit Betonung“, da er während der Lesung alkoholische Getränke zu sich nahm, wozu er erläuterte: „Das Publikum hat ein Anrecht darauf mitzuerleben, wie der Referent sich zugrunde richtet“. Zu seinem unverwechselbaren Aussehen erklärte er in einem Interview: „[…] wenn man als junger Mensch so aussah wie ein Hippie und sich einigermaßen selbst treu geblieben ist, sieht man als alter Sack aus wie ein Penner und nicht wie Joschka Fischer.“
Im Juni 2007 gab Rowohlt bekannt, dass er an der nicht heilbaren Krankheit Polyneuropathie leide, die seine Gehfähigkeit stark beeinträchtigte. Die eigene Krankheit kommentierte er sarkastisch: „Ich brauch’ mich als passionierter Stubenhocker nicht groß umschulen zu lassen.“ Seine Rolle in der Lindenstraße wollte Rowohlt weiterführen, notfalls im Sitzen, wie er dem Produzenten unverzüglich mitteilte. Nach längerer weitgehender Alkoholabstinenz gab Harry Rowohlt seit 2009 wieder Lesungen. Da ausschließlich Wasser auf dem Tisch stand, nannte er die Veranstaltungen nun „Betonung ohne Schausaufen“.
Auf die Frage im FAZ-Fragebogen nach dem „vollkommenen irdischen Glück“ antwortete Rowohlt: „Im Eingeweide einer Kneipe mit klugen Freunden dummes Zeug schwätzen.“ Auf die Frage nach „Ihrem Traum vom Glück“ antwortete er: „In einem Italo-Western mitgespielt zu haben und sagen zu können: ‚Kuck mal, der 18. von links –: Das bin ich.‘“

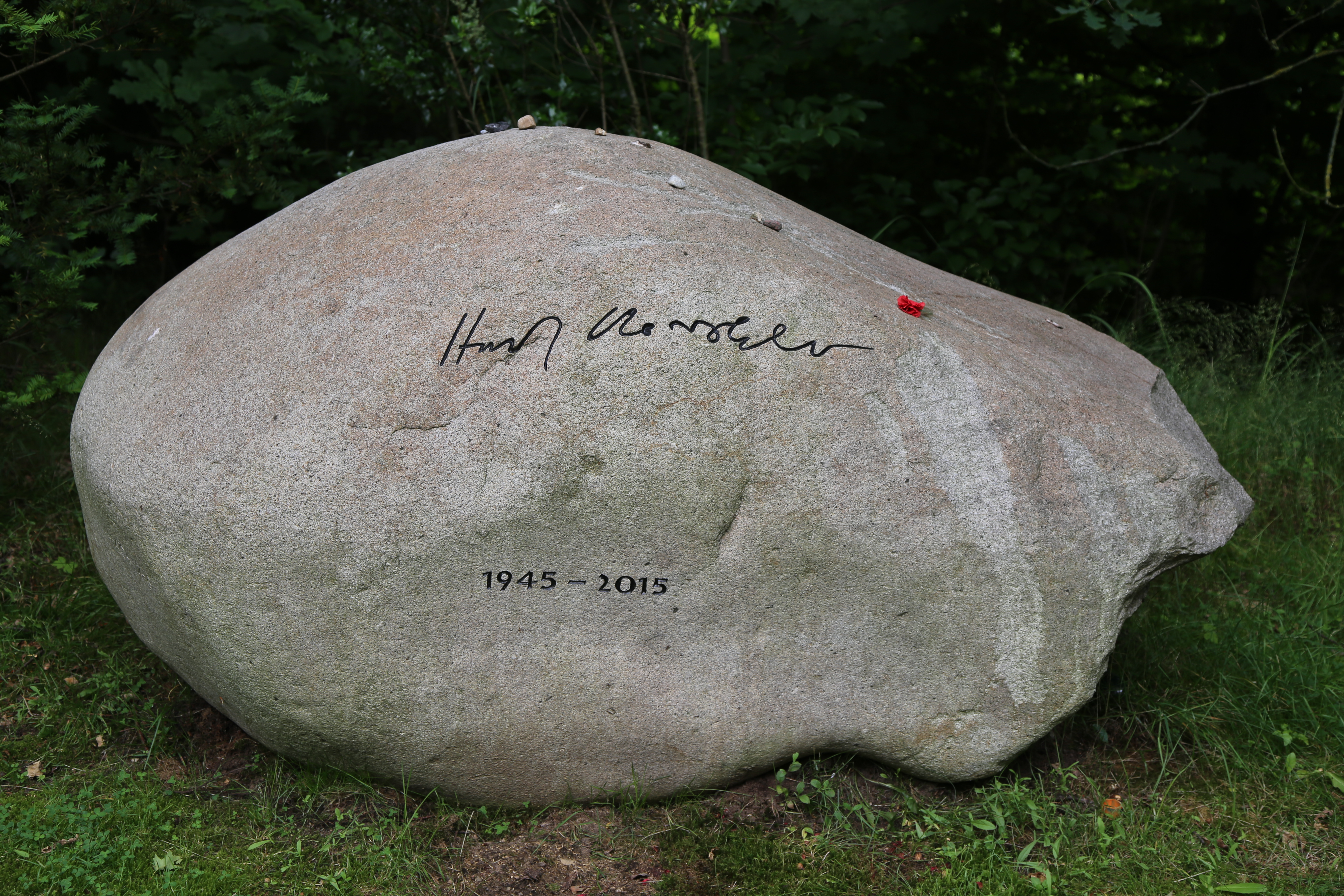
Grabstein von Harry Rowohlt auf dem Friedhof Ohlsdorf

Rowohlt lebte zuletzt mit seiner Ehefrau in Hamburg-Eppendorf. In seinen letzten Lebensjahren litt Rowohlt auch an Lungenkrebs, an dessen Folgen er 2015 in Hamburg im Alter von 70 Jahren starb. Er wurde auf dem Friedhof Ohlsdorf in Hamburg beigesetzt. Der Grabstein ist ein Findling, auf dem neben einer Wiedergabe von Rowohlts Autogramm sein Geburts- und Sterbejahr eingemeißelt wurden.

## Rezeption
- Der Literaturkritiker Hellmuth Karasek äußerte, Rowohlt sei nicht nur ein begnadeter Kinderbuchübersetzer gewesen, sondern auch ein Vermittler irischer Literatur: „Man könnte sagen, dass er das Karl-Kraus-Diktum befolgt hat: ‚Übersetzen? Üb: ersetzen‘. Er hat also Bücher neu geschaffen durch seine Übersetzung, kongenial in den deutschen Slang aus der irischen Alkoholsprache übertragen.“[16]
- Rowohlts Übersetzungskunst wurde in einem Cartoon des Zeichnerduos Hauck & Bauer gelobt, in dem ein Buchhandlungskunde zum anderen sagt: „Das Buch musst Du in der Übersetzung von Harry Rowohlt lesen. Im Original geht da viel verloren.“[17]
- Aus der Jurybegründung für die Verleihung des Sonderpreises des Deutschen Jugendliteraturpreises für sein Gesamtwerk als Übersetzer:  „Ein All-Age-Übersetzer wie Rowohlt, der im erwachsenen und kinderliterarischen Bereich tätig ist“, so die Jury in ihrer Begründung, „kann den Blick für literarische Qualitäten schärfen, die Werke der Kinder- wie die der Allgemeinliteratur gleichermaßen auszeichnen und so die ohnehin durchlässige Grenze zwischen den Bereichen überschreiten. Es sind Qualitäten wie ausladende Komik, Schrägheit, Hintersinn, Skurrilität, Absurdität, Übertreibung und Genialität, die das gesamte Übersetzungs-Œuvre Rowohlts durchdringen. Sein ganzes Schaffen zeichnet sich aus durch höchste Ansprüche an sich selbst und Sprachverliebtheit bis zur Sprachbesessenheit.“

## Ehrungen und Auszeichnungen
- 1997 Brüder-Grimm-Preis der Stadt Hanau
- 1998 Kurd-Laßwitz-Preis für seine Übersetzung von Kurt Vonneguts Zeitbeben
- 1999 Johann-Heinrich-Voß-Preis für Übersetzung
- 2000 Goldene Schallplatte für 250.000 verkaufte Exemplare der CD Pu der Bär
- 2001 Göttinger Elch
- 2003 Heinrich Maria Ledig-Rowohlt-Preis
- 2003 Deutscher Jugendliteraturpreis in der Sparte Kinderbuch für seine Übersetzung von Philip Ardaghs Schlimmes Ende
- 2005 Sonderpreis des Deutschen Jugendliteraturpreises für sein Gesamtwerk als Übersetzer
- 2011 Ehrenpreis des Prix Pantheon in der Kategorie Reif & Bekloppt
- 2013 Mitglied der Freien Akademie der Künste in Hamburg.[18]

## Veröffentlichungen

### Autor
- Pooh’s corner – Meinungen und Deinungen eines Bären von geringem Verstand. Heyne, München 1996, ISBN 3-453-10849-3.
- Pooh’s Corner II – Neue Meinungen und Deinungen eines Bären von geringem Verstand. Haffmans, Zürich 1997, ISBN 3-251-00370-4.
- Ich, Kater Robinson (zusammen mit Peter Schössow). Carlsen, Hamburg 1997, ISBN 3-551-51460-7.
- Pooh’s Corner, sämtliche Kolumnen, Rezensionen, Berichte, Filmkritiken. (Sammlung beider Bände) Zweitausendeins, Frankfurt am Main 1998; Haffmans, Zürich 2001, ISBN 3-251-00503-0.
- In Schlucken-zwei-Spechte: Harry Rowohlt erzählt Ralf Sotscheck sein Leben von der Wiege bis zur Biege. Edition Tiamat, Berlin 2002, ISBN 3-89320-053-3.
- John Rock oder der Teufel. Kein & Aber, Zürich 2004, ISBN 3-0369-5248-9.
- Happy Birds-Day. (zusammen mit Rudi Hurzlmeier) Zweitausendeins, Frankfurt am Main 2004, ISBN 3-86150-528-2.
- Der Kampf geht weiter. Schönen Gruß, Gottes Segen und Rot Front – Nicht weggeschmissene Briefe. Kein & Aber, Zürich 2005, ISBN 3-0369-5133-4.
- Der Große Bär und seine Gestirne. Freunde und Weggefährten grüßen, dichten und malen zum 60. Geburtstag von Harry Rowohlt. Kein & Aber, Zürich 2005, ISBN 3-0369-5134-2.
- Pooh’s Corner complett. Zweitausendeins, Frankfurt am Main 2005, dritte Ausgabe der Sammlung beider Bände anlässlich des 60. Geburtstag des Verfassers mit Beigabe „Der Harry-Rowohlt-Rabe“ (Der Rabe Nr. 64), Zweitausendeins, Frankfurt am Main; Buch 2000, Affoltern am Albis 2005, ISBN 3-86150-547-9.
- Wahre Engel und andere Geister der Weihnacht. (zusammen mit Rudi Hurzlmeier) Zweitausendeins, Frankfurt am Main 2005, ISBN 3-86150-541-X.
- Ich wollt, ich wär ein Hund (zusammen mit Rudi Hurzlmeier) Zweitausendeins, Frankfurt am Main 2006, ISBN 978-3-86150-579-2.
- Miez, miez. (zusammen mit Rudi Hurzlmeier) Zweitausendeins, Frankfurt am Main 2007, ISBN 978-3-86150-804-5.
- Hipphopp – Die hohe Schule der Roßmalerei mit feinen Pferdeversen (zusammen mit Rudi Hurzlmeier). Zweitausendeins, Frankfurt am Main 2008, ISBN 978-3-86150-823-6.
- Gottes Segen und Rot Front – Nicht weggeschmissene Briefe zweiter Teil. Kein & Aber, Zürich 2009, ISBN 978-3-03-695536-0.
- Lord Brummel. Bilder aus dem Leben des Dandys unter den Bären (zusammen mit Rudi Hurzlmeier). Zweitausendeins, Hamburg 2009, ISBN 978-3-942048-04-0.
- Feine Schweine (zusammen mit Rudi Hurzlmeier) Haffmans, Berlin / Zürich 2011, ISBN 978-3-942990-03-5.
- Jedem Tierchen sein Pläsierchen. Bilder aus dem Leben des Dandys unter den Bären. (zusammen mit Rudi Hurzlmeier, Hans Zippert und Frank Schulz). Zweitausendeins, Leipzig 2012, ISBN 978-3-86150-453-5.
- Monkiss (zusammen mit Rudi Hurzlmeier) Zweitausendeins, Leipzig 2015, ISBN 978-3-86150-966-0.
- Pooh’s Corner 1997–2013: Meinungen und Deinungen eines Bären von geringem Verstand. Kein & Aber, Zürich 2015, ISBN 978-3-0369-5733-3.
- Und tschüs. Nicht weggeschmissene Briefe III. Kein & Aber, Zürich 2016, ISBN 978-3-0369-5739-5.

### Herausgeber
- Alfred Polgar: Das große Lesebuch, Zusammengetragen und mit einem Vorwort von Harry Rowohlt. Kein & Aber, Zürich 2003, ISBN 3-0369-5116-4; Rowohlt, Reinbek bei Hamburg 2004, ISBN 3-499-23806-3.
- Alfred Polgar: Lauter gute Kritiken, Zusammengetragen von Harry Rowohlt mit einem Interview von Robert Musil. Kein & Aber, Zürich 2006, ISBN 3-0369-5167-9.

### Übersetzungen
sortiert nach Autor, dann chronologisch
- Steven Appleby: Die Memoiren von Captain J. Star, Kiel 1994.
- Philip Ardagh: Schlimmes Ende, München 2002
- Philip Ardagh: Furcht erregende Darbietungen, München 2003.
- Philip Ardagh: Schlechte Nachrichten, München 2004.
- Philip Ardagh: Unliebsame Überraschungen, München 2005.
- Philip Ardagh: Abscheuliche Angewohnheiten, München 2006.
- Philip Ardagh: Allerletzter Akt, München 2007.
- Philip Ardagh: Familie Grunz hat Ärger, Weinheim 2013.
- Philip Ardagh: Familie Grunz gerät ins Schwimmen, Weinheim 2014.
- Donald Barthelme: Mathilda und die Feuerwehr, die nicht ganz so war, wie sie sein sollte, Köln u. a. 1991
- Hilaire Belloc: Matilda, die so schrecklich log …, Zürich 1993
- David Benedictus: Pu der Bär. Rückkehr in den Hundertsechzig-Morgen-Wald, Hamburg 2009.
- Roger Boylan: Killoyle, Frankfurt am Main 1999.
- Roger Boylan: Rückkehr nach Killoyle, Frankfurt am Main 2002.
- Roger Boylan: Killoyle Wein & Käse, Frankfurt am Main 2006.
- Joe Brainard: 1984, März Verlag, Berlin u. a. 1983
- Ken Bruen: Jack Taylor fliegt raus, Zürich 2009.
- Ken Bruen: Jack Taylor liegt falsch, Zürich 2009.
- Ken Bruen: Jack Taylor fährt zur Hölle, Zürich 2010.
- Ken Bruen: Jack Taylor und der verlorene Sohn, Zürich 2011.
- Ken Bruen: Jack Taylor auf dem Kreuzweg, Zürich 2011.
- Ken Bruen: Ein Drama für Jack Taylor, Zürich 2011.
- Ken Bruen: Jack Taylor geht zum Teufel, Zürich 2012.
- Ken Bruen: Jack Taylor gegen Benedictus, Zürich 2012.
- Ken Bruen: Ein Grabstein für Jack Taylor, Zürich 2013.
- Anthony Burgess: Der lange Weg zur Teetasse, Zürich 1985
- Edgar Rice Burroughs: Tarzans Bestien, Frankfurt am Main 1971
- Edgar Rice Burroughs: Tarzans Sohn, Frankfurt am Main 1971.
- Graham Chapman: Autobiografie eines Lügners, Berlin 2012
- Brock Clarke: Leitfaden zum Abfackeln von Schriftstellerresidenzen, Zürich 2008
- Leonard Cohen: The energy of slaves, Frankfurt am Main 1976
- Robert Crumb: Oggie und der Bohnenstiel, Frankfurt am Main 1975.
- Robert Crumb: Die 17 Gesichter des Robert Crumb, Frankfurt am Main 1975.
- Robert Crumb: Sketchbook, Frankfurt am Main 1978.
- Robert Crumb: Voll auf die Nüsse, Frankfurt am Main 1981.
- Robert Crumb: Ein Heldenleben, Frankfurt am Main 1992
- Jim Dodge: Fup, Hamburg 2002
- Jeff Fischer: Wie man reich wird, Stuttgart 2002.
- James Frey: Das letzte Testament der Heiligen Schrift (mit Alexa Hennig von Lange, Charles Lewinsky, Clemens J. Setz, Gerd Haffmans, Juli Zeh, Katja Scholtz, Klaus Modick, Kristof Magnusson, Steffen Jacobs, Sven Böttcher, Tina Uebel und Zoë Jenny), Berlin 2012.
- F. Scott Fitzgerald: Pat Hobbys Hollywood-Stories, Zürich 1978
- Kenneth Grahame: Kröterich von Krötinhall und der kanariengelbe Wohnwagen, Köln 1980
- Kenneth Grahame: Der Wind in den Weiden, Köln 1973
- Michael Kleff (Hrsg.): Hard Travelin' – Das Woody Guthrie Buch, Heidelberg 2002.
- Jim Harrison: Ein wirklicher Held, München 1987.
- Ernest Hemingway: Die Geschichte vom lieben Löwen, Reinbek bei Hamburg 1979
- Ernest Hemingway: Vier Stories aus dem spanischen Bürgerkrieg, Reinbek bei Hamburg 1979 (zusammen mit Richard K. Flesch)
- Graham Jeffery: Die Bibel des Bruder Barnabas, Oldenburg u. a. 1974.
- Marie Jones: Steine in den Taschen. Ein Abend im November, Zürich 2001.
- James Joyce: Die Katzen von Kopenhagen, mit Illustrationen von Wolf Erlbruch. Hanser Verlag, München 2013, ISBN 978-3-446-24159-6.
- Larry Kirwan: Liverpool fantasy oder Eine Welt ohne Beatles, Frankfurt am Main 1995.
- Aline Kominsky-Crumb: Schmutzige Wäsche, Frankfurt am Main 2002.
- William Kotzwinkle: Jack in the box, München 1985
- William Kotzwinkle: Königin der Schwerter, München 1985.
- William Kotzwinkle: Weihnachten für Wellensittiche, München 1984.
- Oren Lavie: Der Bär, der nicht da war, München 2014.
- Leo Lionni: Eine Geschichte mit Flöhen, München 1996
- Leo Lionni: Ich bleibe hier! Ich will weg! Köln 1978.
- Leo Lionni: Die Maus mit dem grünen Schwanz, Köln 1974.
- Leo Lionni: Pezzettino, Köln 1977.
- Samuel Marschak: Der Mann vom Dache ist nicht richtig bei der Sache, Hamburg 1999.
- Marx Brothers: Flywheel, Shyster & Flywheel, als CD erschienen unter dem Titel Die Marx Brothers Radio Show, WDR 1989, Altberliner Verlag 2004 (zusammen mit Sven Böttcher)
- Dan McCall: Jack der Bär, Frankfurt am Main 1975.
- Dan McCall: Triphammer, Frankfurt am Main u. a. 1995.
- Frank McCourt: Die Asche meiner Mutter, München 1996
- Ian McEwan: Erste Liebe, letzte Riten, Zürich 1980
- David McKee: Zwei Admirale, Köln 1977.
- Warren Miller: Kalte Welt, Weinheim u. a. 1979
- A. A. Milne: Pu der Bär, Hamburg 1987
- Frank Muir: Oschi beim Camping, Köln u. a. 1991.
- Frank Muir: Oschi beim Tierarzt, Köln u. a. 1991.
- Frank Muir: Oschi, der Schöne, Köln u. a. 1991.
- Frank Muir: Oschi und Michou, Köln 1991.
- Alexander Sutherland Neill: Die grüne Wolke, Reinbek bei Hamburg 1971
- Alexander Sutherland Neill: Neill, Neill, Birnenstiel! Reinbek bei Hamburg 1973.
- Flann O’Brien: Der dritte Polizist, Frankfurt am Main 1975.
- Flann O’Brien: Das Barmen, Frankfurt am Main 1977. (auch unter dem Titel Irischer Lebenslauf erschienen)
- Flann O’Brien: Aus Dalkeys Archiven, Frankfurt am Main 1982.
- Flann O’Brien: Trost und Rat, Zürich 1985.
- Flann O’Brien: Auf Schwimmen-zwei-Vögel (mit Helmut Mennicken), Zürich 1989.
- Flann O’Brien: Durst und andere dringende Dinge, Zürich 1991.
- Flann O’Brien: Golden hours, Zürich 2001.
- Flann O’Brien: Das harte Leben, Zürich 2007.
- Gianni Peg: Alex, der erstaunliche Jongleur, Köln 1981.
- David M. Pierce: Down in the Valley, Zürich 1992.
- Padgett Powell: Edisto, Frankfurt am Main 1985
- Padgett Powell: Eine Frau mit Namen Drown, Frankfurt am Main 1990.
- Padgett Powell: Rückkehr nach Edisto, Berlin 1997.
- Padgett Powell: Roman in Fragen, Berlin 2012.
- Padgett Powell: Schrottplatz der gebrochenen Herzen, Berlin 2013.
- George Rodrigue: Der blaue Hund, Hamburg 1992.
- Axel Scheffler: Über das Halten von Eichhörnchen, Berlin 2009
- Budd Schulberg: Was treibt Sammy an? Zürich 2008
- David Sedaris: Nackt, Zürich 1999.
- David Sedaris: Holidays on Ice, Zürich 1999.
- David Sedaris: Fuselfieber, Zürich 2000
- David Sedaris: Ich ein Tag sprechen hübsch, Zürich 2001 (zusammen mit Georg Deggerich)
- David Sedaris: Hundeleben, München-Zürich 2002.
- Shel Silverstein: Lafcadio, Köln 1987
- Shel Silverstein: Ein Licht unterm Dach, Köln 1988.
- Shel Silverstein: Raufgefallen, Zürich 1998.
- Susan Sontag: Ich, etc. München u. a. 1979
- Andy Stanton: Sie sind ein schlechter Mensch, Mr Gum! Mannheim 2010
- Andy Stanton: Mr Gum und der Mürbekeksmilliardär, Mannheim 2010.
- Andy Stanton: Der entsetzliche Mr Gum und die Kobolde, Mannheim 2011.
- Andy Stanton: Mr Gum und die Kristalle des Unheils, Mannheim 2011.
- Andy Stanton: Mr Gum und der fliegende Tanzbär, Mannheim 2012.
- Andy Stanton: Mr Gum und der fettige Ingo, Mannheim 2012.
- Andy Stanton: Mr Gum und der sprechende Kirschbaum, Mannheim 2013.
- Andy Stanton: Mr Gum und das geheime Geheimversteck, Frankfurt am Main 2014.
- Andy Stanton: Mr Gum und der schauerliche Hund von Bad Lamonisch, Frankfurt am Main 2015.
- Dylan Thomas: Der Strand von Falesá, Frankfurt am Main 1988
- Kurt Vonnegut: Gott segne Sie, Dr. Kevorkian, München 2004
- Kurt Vonnegut: Die Sirenen des Titan, München 1979.
- Kurt Vonnegut: Suche Traum, biete mich, München u. a. 1999.
- Kurt Vonnegut: Zeitbeben, München u. a. 1998.
- Kurt Vonnegut: Mann ohne Land, München/Zürich 2006.
- Kurt Vonnegut: Der taubenblaue Drache, Zürich 2009
- Kurt Vonnegut: Ein dreifach Hoch auf die Milchstrasse!, Zürich 2010
- Kurt Vonnegut: Hundert-Dollar-Küsse, Zürich 2012
- Mervyn Wall: Der unheilige Fursey oder Das Irland der Frommen, Köln 1983.
- Tom Wolfe: Mit dem Bauhaus leben, Königstein/Ts. 1982.

### Tonträger
chronologisch sortiert
- A. A. Milne: Winnie-der-Pu und einige Bienen, 1988 (Tonkassette)
- A. A. Milne: Ferkel trifft ein Heffalump, 1988 (Tonkassette)
- A. A. Milne: Christopher Robin lädt zur Pu-Party, 1988 (Tonkassette)
- Ich hatte leider Zeit – Gedichte von Joachim Ringelnatz, 1994 (CD)
- Harry Rowohlt liest Flann O’Brien, 1996 (CD)
- Flann O’Brien: Durst, 1997 (CD)
- Harry Rowohlt liest Padgett Powell, 1997 (CD)
- A. A. Milne: Weshalb Tiger nicht auf Bäume klettern, 1998 (Tonkassette)
- A. A. Milne: An einem verzauberten Ort, 1998 (Tonkassette)
- Kurt Vonnegut: Zeitbeben, 1998 (2 Tonkassetten)
- David Sedaris: Nackt, 1999 (2 CD) (zusammen mit David Sedaris)
- David Sedaris: Holidays on Ice, 2000 (CD)
- Harry Rowohlt liest die schweinischsten Stellen aus dem Alten Testament, 2000 (CD)
- Pooh’s corner, 2000 (CD)
- Shel Silverstein: Raufgefallen, 2000 (CD)
- Roger Boylan: Killoyle, 2000 (4 CD)
- David Sedaris Ich ein Tag sprechen hübsch, 2001 (2 CD) (zusammen mit Gerd Haffmans)
- Von Papst zu Papst – Weihnachtliches von Kingsley Amis, Dan Kavanagh, David Lodge, Flann O’Brien und John Updike, 2001 (CD)
- Gustave Flaubert Ein schlichtes Gemüt, 2001 (2 CD)
- Flann O’Brien: Golden Hours, 2001 (CD)
- Wenedikt Jerofejew: Die Reise nach Petuschki, 2001 (4 CD) (zusammen mit Robert Gernhardt und Josef Bilous)
- Jim Dodge: FUP, 2002 (2 CD)
- Philip Ardagh: Schlimmes Ende, 2002 (3 CD)
- Aus dem Tagebuch eines Trinkers und andere Texte von Eugen Egner, 2002 (CD)
- The Best Of Harry Rowohlt, 2003 und Neupressung 2015 (CD), Random House Audio, ISBN 978-3-8371-3129-1
- Anthony Burgess: Der lange Weg zur Teetasse, 2003 (3 CD)
- Philip Ardagh: Furcht erregende Darbietungen, 2003 (3 CD)
- Philip Ardagh: Schlechte Nachrichten, 2004 (3 CD)
- „Der Paganini der Abschweifung“ – live, 2005 (2 CD)
- Frank Schulz: Kolks blonde Bräute, 2004/2007 (7/6 CD) (zusammen mit Marion von Stengel, Frank Schulz, Fanny Müller und Gerd Haffmans)
- Philip Ardagh: Unliebsame Überraschungen, 2005 (3 CD)
- Dylan Thomas: Unter dem Milchwald, übersetzt von Erich Fried, Regie: Götz Fritsch (zusammen mit Boris Aljinovic, Hilmar Thate, Irm Hermann, Ursula Karusseit, Ulrike Krumbiegel, Winfried Glatzeder, Fritz Lichtenhahn, Gerd Baltus, Gudrun Ritter, Karin Gregorek, Herbert Fritsch, Käthe Reichel, Stefan Wigger, Klaus Herm, Sophie Rois, Margit Bendokat, Carmen-Maja Antoni, Horst Hiemer, Hans-Joachim Hegewald, Klaus Manchen, Martin Seifert, Thomas Neumann u. v. a.), 2005 (2 CD)
- Alexander Sutherland Neill: Die grüne Wolke, 2005 (CD)
- Philip Ardagh: Abscheuliche Angewohnheiten, 2006 (3 CD)
- Christian Dietrich Grabbe: Scherz, Satire, Ironie und tiefere Bedeutung, 2006 (2 CD) (zusammen mit Wiglaf Droste)
- Laurence Sterne: Leben und Ansichten von Tristram Shandy, Gentleman, 2006 (22 CD)
- Kurt Vonnegut: Mann ohne Land, 2007 (CD)
- Henry Glass: Weltquell des gelebten Wahnsinns, 2007 (CD)
- Philip Ardagh: Allerletzter Akt, 2007 (4 CD)
- Serhij Schadan: Depeche Mode, 2008 (3 CD)
- Flann O’Brien: Das harte Leben, 2008 (4 CD)
- Marx & Engels intim, Live-Mitschnitt, Hrsg.: Die Akstinat Brüder, Moderation: Anna Thalbach, gelesen von Gregor Gysi und Harry Rowohlt, 2009 (CD)
- Harry Rowohlt und Christian Maintz: Lieber Gott, Du bist der Boss, Amen, Dein Rhinozeros. Live in Barmbek. Kein & Aber Records 2009 (2 CD)
- Joachim Ringelnatz: Wie seine eigene Spucke schmeckt, das weiss man nicht (zusammen mit Christian Maintz), 2010 (2 CD)
- Andy Stanton: Sie sind ein schlechter Mensch, Mr Gum! 2010 (CD)
- Andy Stanton: Mr Gum und der Mürbekeksmilliardär, 2010 (CD)
- Andy Stanton: Der entsetzliche Mr Gum und die Kobolde, 2011 (CD)
- Rumba, Rumba, Rumba ist modern: Live-Lesung in Göttingen, 2011 (CD)
- Andy Stanton: Mr Gum und die Kristalle des Unheils, 2011 (CD)
- Oleg Jurjew: Die russische Fracht, 2011 (6 CD)
- Andy Stanton: Mr Gum und der fliegende Tanzbär, 2012 (CD)
- Andy Stanton: Mr Gum und der fettige Ingo, 2012 (CD)
- Andy Stanton: Mr Gum und der sprechende Kirschbaum, 2013 (CD)
- Harry Rowohlt und Klaus Bittermann lesen aus „Alles schick in Kreuzberg“ und „Möbel zu Hause, aber kein Geld für Alkohol“, Live-Mitschnitt, 2013 (2 CD)
- Andy Stanton: Mr Gum und das geheime Geheimversteck, 2013 (CD)
- Robert Louis Stevenson: Harry Rowohlt liest Die Schatzinsel, 2013 (CD)
- Marco Tschirpke: Schiffe tuten auf dem Meer. 69 Gedichte, 2014 (CD)
- Science Busters: Wer nichts weiß, muss alles glauben, 2014 (4 CD)
- Science Busters: Gedankenlesen durch Schneckenstreicheln (zusammen mit Martin Puntigam, Werner Gruber und Heinz Oberhummer), 2014 (3 CD)
- Weihnachtliches gelesen von Harry Rowohlt, 2016 (CD)
- Harry Rowohlt erzählt sein Leben von der Wiege bis zur Biege, 2017 (4 CD)

## Hörspiele
- 2003: Dylan Thomas: Unter dem Milchwald (Erste Stimme) – Regie: Götz Fritsch (Hörspiel – MDR)